# Ларинто, Вилле
Вилле Ларинто (фин. Ville Larinto) род. 11 апреля 1990 Лахти) — финский прыгун с трамплина, призёр и победитель этапов Кубка мира.
На состязаниях Кубка мира дебютировал в декабре 2007 года в финском Куусамо, где не смог пробиться во вторую попытку, став 36-м. В своем первом сезоне Ларинто участвовал лишь в нескольких стартах и набрал только 2 очка на этапе в Оберстдорфе, на первом этапе Турне четырёх трамплинов.
В сезоне 2008/2009 Ларинто впервые пробился в состав сборной Финляндии и вместе с ней одержал победу на соревнованиях в Куусамо.Лучшим индивидуальным результатом молодого финна стало второе место на этапе в Тронхейме, сразу за спиной Грегора Шлиренцауэра. Кроме этого на чемпионате мира среди юниоров Вилле завоевал бронзовую медаль в прыжках со среднего трамплина и принял участие в Чемпионате мира в Либереце. Итогом сезона для Ларинто стала 14-я позиция в кубке мира.
В сезоне 2009/2010 Ларинто испытывал ряд проблем со здоровьем, поэтому не смог принять участие в Олимпиаде и большинстве этапов Кубка мира, став только 67-м в общем зачете.
Начало сезона 2010/2011 оказалось для Вилле крайне удачным — он занял ряд высоких мест на первых этапах Кубка мира, а на втором этапе, который проходил в финском Куопио даже одержал свою первую победу, обойдя своего соотечественника Матти Хаутамяки на 0,1 балла.
Перед Турне четырёх трамплинов Ларинто считался одним из главных его фаворитов, выиграл квалификацию первого этапа в Оберстдорфе, но из-за плохих погодных условий занял только 32-ю позицию, лишившись шансов на победу в Турне. На втором этапе в Гармиш-Партенкирхене показал самый далёкий прыжок дня — 140,5 м, но не смог зафиксировать приземление и получил травму колена, которая вынудила его досрочно завершить сезон.